# West Bay (Terre-Neuve-et-Labrador)
Pour les articles homonymes, voir West  Bay.
West Bay est un district de services locaux de Terre-Neuve-et-Labrador, au Canada.
Birchy Cove est situé dans l'ouest de l'île de Terre-Neuve.